# Montse Ribé
Montserrat Ribé Perellada (Molins de Rey, Barcelona,1972) es una maquilladora de cine española, especializada en efectos especiales.Ganadora del Premio Oscar Mejor Maquillaje 2007, por El laberinto del fauno, y de cuatro Premios Goya, tres de ellos a Mejores Efectos especiales por Frágiles, El orfanato, El laberinto del fauno y uno a Mejor Peluquería y Maquillaje, por La sociedad de la nieve. .

## Trayectoria
Se inició en la animación, pero más tarde estudiar el curso de efectos que impartía David Martí, en la academia Screaming (ya desaparecida), y desde 1997 trabaja en el DDT SFX, el estudio de efectos especiales en el barrio de Poblenou de Barcelona. del que es copropietaria, junto a David Marti.
Ha asegurado que su amor por los bichos y las criaturas fantásticas nació en la infancia. Inspirada por las películas como E.T, Yoda y Gremlins, encontró en los efectos especiales.
Ha participado en gran número de películas nacionales e internacionales. Entre ellas, buena parte de la cinematografía de los directores Guillermo del Toro (El espinazo del diablo, Hellboy, Hellboy 2, The Golden Army, El laberinto del fauno y La cumbre escarlata), JA Bayona (El orfanato, Lo imposible, Un monstruo viene a verme y La sociedad de la nieve), Alejandro Amenábar (Mar adentro y Agora) y Pedro Almodóvar. (Julieta, Hable con ella, La mala educación, Los abrazos rotos, La piel que habito, Dolor y gloria, Madres Paralelas y La habitación de al lado)
También ha trabajado en series como, Westworld y El Señor de los Anillos. Los Anillos de Podery las españolas,  Ella es tu padre (2017, Telecinco) yTodos mienten (2022, Movistar Plus+)
En 2006 recibió, junto a David Martí el premio Óscar al mejor maquillaje por su trabajo en El laberinto del fauno, de Guillermo del Toro. 
Por La sociedad de la nieve, de Alejandro Amenábar, ganó, junto a Ana López-Puigcerver y Belén López-Puigcerver, el Premio de Cine Europeo al Mejor Artista de Peluquería y Maquillaje 2024También lograron el Premio Goya Mejor Maquillaje y Peluquería 2024 y la nominación a los Premios Oscar en la misma categoría.
En 2007 fue una de las fundadoras de la Academia del Cine Catalán, de la que es vicepresidenta desde 2010. Diseñó, junto a David Martí, la estatuilla de los Premios Gaudí..

## Filmografía
- Atolladero, de Oscar Aíbar (1994)
- El viaje de Arián , de Eduard Bosch (1997)
- Els sense nom, de Jaume Balagueró (1998)
- La comunidad, de Álex de la Iglesia (2000)
- El corazón del guerrero, de Daniel Monzón (1999)
- La mujer más fea del mundo, de Miguel Bardem (1999)
- Torrente 2, de Santiago Segura (2000)
- Lucia y el sexo, de Julio Médem. (2000)
- El espinazo del diablo, de Guillermo del Toro (2000)
- Arachnid, de Jack Sholder (2000)
- Guerreros, de Daniel Calparsoro (2001)
- Piedras, de Ramón Salazar. (2001)
- Darkness, de Jaume Balagueró ( 2001)
- Fausto 5.0., de Isidro Ortiz/La fura deIs Baus. (2001)
- Second name. de Paco Plaza (2002)
- El alquimista impaciente. de Patricia Ferreira. (2002)
- Hable con ella , de Pedro Almodóvar.  (2002)
- Hellboy, de Guillermo del Toro (2004)
- Mar adentro, de Alejandro Amenábar. (2003)
- Torapia, de Karra Elejalde. (2003)
- Hipnos, de David carreras. (2003)
- La mala educación de:Pedro Almodóvar. (2003)
- Romasanta, de Paco Plaza.(2003)
- Buen viaje, excelencia, de Albert Boadella.  (2003)
- Palabras encadenadas, de Laura Ma.  (2003)
- Somn, de Isidro Ortíz (2004)
- The Nun, de Luis de la Madrid (2004)
- Fràgils., de Jaume Balagueró. (2004)
- Doom, de Andrzej Bartkowiak.  (2004/5)
- El camino de los ingleses, de Antonio Banderas. (2006)
- El laberinto del fauno, de Guillermo del Toro.(2006)
- The Kovax Box, de Daniel Monzón. (2006)
- Mamba, de Álvaro de Armíñán. (2006)
- Retrun to House on Haunted Hill, de Victor García. (2006)
- El orfanato', de J.A.Bayona.  (2006)
- Totemwackers, de Ibon Cormenzana. (2006)
- Manolete, de Menno Meyjes (2006)
- Hellboy 2, The Golden Army, de Guillermo del Toro. (2008)
- Agora, de Alejandro Amenábar (2008)
- Paintball, de Daniel Benmayor (2008)
- Forasters, de Ventura Pons (2008)
- Los abrazos rotos, de Pedro Almodóvar.  (2008)
- Los girasoles ciegos, de José Luis Cuerda. (2008)
- Celda 211 , de Daniel Monzón (2009)
- Gainsbourg (Vida de un héroe), de  (2010)
- Los ojos de Julia , de Guillem Morales (2010)
- Biutiful, de Alejandro González Iñarritu l(2010)
- Copito de Nieve, de Andrés G. Schaer (2010)
- Mientras duermes, de Jaume Balagueró (2011)
- La piel que habito, de Pedro Almodóvar (2011)
- Mil cretinos , de Ventura Pons (2011)
- XP3D, de Sergi Vizcaino (2011)
- Lo imposible, de Juan Antonio Bayona (2012)
- El cuerpo, de Oriol Paulo (2012)
- Mamá, de Andy Muschietti (2013)
- Vicente Ferrer, de  Agustín Crespí (2013, TVE) Película de TV
- El joven Paulo Coelho, de Daniel Augusto  (2014)
- [REC] 4: Apocalipsis, de Jaume Balagueró (2014)
- La cumbre escarlata, de Guillermo del Toro  (2015)
- Un monstruo viene a verme, de JA Bayona  (2016)
- Contratiempo, de Oriol Paulo (2016)
- Julieta, de Pedro Almodóvar (2016)
- El faro de las orcas , de Gerardo Olivares (2016)
- Musa, de Jaume Balagueró (2017)
- Ella es tu padre (2017) Serie de Telecinco.
- Blackwood,de Rodrigo Cortés  (2018)
- Amigo, de Óscar Martín (2019)
- Dolor y gloria, de Pedro Almodóvar (2019)
- Malasaña 32, de Albert Pintó (2020)
- Westworld (2020, HBO) Serie de TV de Jonathan Nolan . 3 episodios
- Madres paralelas, de Pedro Almodóvar (2021)
- La niña de la comunión, de Víctor García  (2022)
- Todos mienten (2022) Serie de Movistar Plus+.
- Secaderos, de Rocío Mesa (2022)
- La sociedad de la nieve, de J Bayona (2023)[6]
- La habitación de al lado, de Pedro Almodóvar (2024)

## Premios y distinciones
Premios Óscar
| Año  | Categoría        | Película               | Resultado |
| ---- | ---------------- | ---------------------- | --------- |
| 2007 | Mejor maquillaje | El laberinto del fauno | Ganadora  |

- Goya a los mejores esfectos especiales en 2008 por El Orfanato.[10]
- Goya a los mejores efectos especiales 2007 por El laberinto del fauno.[11]
- Ariel en 2006 por el maquillaje de El laberinto del fauno
- Goya a los mejores efectos especiales 2006 por Frágiles.[12]
- Premio Goya Mejor Maquillaje 2024, por La sociedad de la nieve.[7]
- Premio de Cine Europeo al Mejor Artista de Peluquería y Maquillaje 2024, por La sociedad de la nieve.[6]
- Premio Honorífico del Festival de Cine de Terror de Molins de Rey 2024, su localidad de nacimiento.[3]